# Памятник Н. А. Островскому (Чернигов)
Памятник Н. А. Островскому — снятый с государственного учёта памятник монументального искусства местного значения в Чернигове.

## История
Решением исполкома Черниговского областного совета народных депутатов от 17.11.1980 № 551 присвоен статус памятник монументального искусства местного значения с охранным № 79 под названием Памятник Н. А. Островскому — советскому писателю. 
Был расположен в «комплексной охранной зоне»  (включает всю территорию школы № 11 — проспект Мира № 137, в том числе памятник истории Дом, где училась Елена Белевич), согласно правилам застройки и использования территории. 
Руководствуясь Законом Украины «Про осуждение коммунистического и национал-социалистического (нацистского) тоталитарных режимов в Украине и запрет пропаганды их символики», Приказом Министерства культуры Украины от 04.04.2016 года № 200 (дополнение 13) «Про не занесение объектов культурного наследия в Государственный реестр недвижимых памятников Украины» был снят с государственного учёта. 23 июня 2016 года был демонтирован памятник Н. А. Островскому.

## Описание
В 1974 году установлен памятник в честь русского советского писателя Николая Алексеевича Островского. Был расположен левее входа в школу № 11 (проспект Мира, 137), которая носила его имя.  
Памятник представлял из себя бетонный бюст, установленный на четырёхугольный постамент высотой 2,2 м. Скульптор — П. И. Богомолов.